# Motya (djur)
Motya är ett släkte av fjärilar. Motya ingår i familjen trågspinnare.

## Dottertaxa tillMotya, i alfabetisk ordning[1]
- Motya abseuzalis
- Motya amplipennis
- Motya aperta
- Motya araea
- Motya arcuata
- Motya chirica
- Motya chlorotica
- Motya elota
- Motya eratica
- Motya ferrocana
- Motya filifera
- Motya flotsama
- Motya fugax
- Motya griselda
- Motya haematopis
- Motya illegitima
- Motya inflexa
- Motya insignis
- Motya interstitia
- Motya leucopis
- Motya melanographa
- Motya metaphaea
- Motya murora
- Motya mythias
- Motya nigriscripta
- Motya nigroguttata
- Motya nigropuncta
- Motya olivaris
- Motya pallida
- Motya paula
- Motya siopera
- Motya smithii
- Motya steniptera
- Motya stroca
- Motya transfossa
- Motya tumidicosta